# 萨基尔 (巴林)

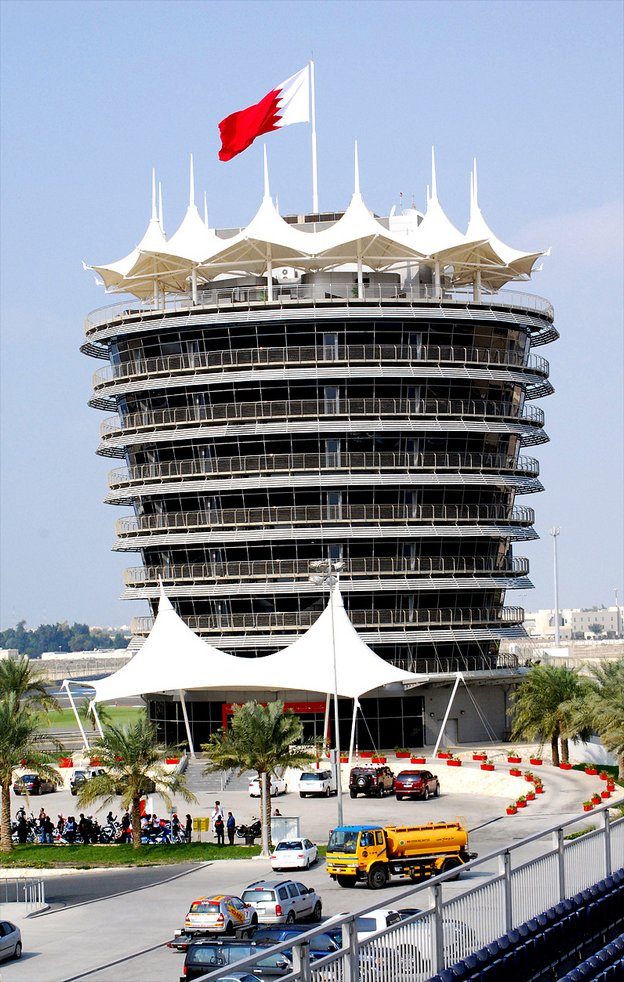
位于萨基尔的巴林国际赛道的贵宾塔。

萨基尔（阿拉伯语：‎）是一个位于巴林王国南方省的沙漠地区，在宰拉格附近。它包含建于1870年的萨基尔宫。在21世纪初，这块区域发生了很多变化，如巴林大学主校区和一级方程式赛车巴林大奖赛的举办场地巴林国际赛道的建立。此外还有很多人来到萨基尔露营。 萨基尔也是阿林野生动物公园的所在地，这是巴林唯一的自然保护区和动物园。